# Сампсикерам I
Сампсикерам I (др.-греч. Σαμψικέραμος лат. Sampsiceramus), также Сампсигерам (Σαμψιγέραμος, Sampsigeramus) и Самсигерам (Σαμσιγέραμος, Samsigeramus) — филарх (шейх) арабского племени эмисенов, князь Эмессы.
Сампсикерам — греческая транскрипция арабско-арамейского имени šmšgrm (Шамаш-Герам, или Шамши-Герам — «Солнце решило»). Первый известный князь Эмессы, возможно, основавший этот город в 1-й половине I века до н. э. на месте заброшенного древнего поселения. В состав его владений, доходивших на востоке до границ Пальмиры, входила также Аретуса (Эр-Растан).
Сампсикерам был одним из мелких династов, воспользовавшихся анархией и хаосом в государстве Селевкидов после гибели Антиоха XII и армянской оккупации для создания собственного почти независимого владения. После разгрома Тиграна II Лукуллом сирийские династы подчинились его легату Аппию Клавдию, прибывшему ок. 70 до н. э. в Антиохию.
Восстановленный римлянами у власти Антиох XIII вскоре вступил в конфликт с жителями Антиохии, и те выставили против него претендента Филиппа II. Мятеж поддержал влиятельный арабский шейх Азиз, который привел Филиппа в Антиохию и короновал. Изгнанный из города Антиох обратился за помощью к Сампсикераму, с которым «связал все свои надежды». Диодор пишет, что два арабских шейха решили воспользоваться ситуацией и заключили тайный союз, намереваясь покончить с Селевкидами и разделить между собой царство. Сампсикерам схватил прибывшего к нему Антиоха, но Филипп смог бежать от Азиза, распоряжавшегося в Антиохии.
О. Буше-Леклерк полагает, что появление Помпея на Востоке вынудило Сампсикерама изменить планы и вновь оказать поддержку Антиоху. По-видимому, при его посредничестве Антиох пытался договориться с Помпеем о восстановлении на царстве. После грубого и презрительного отказа римского командующего Сампсикерам приказал убить Антиоха (64/63 до н. э.) Исследователи полагают, что затем владетель Эмессы стал клиентом Помпея, который сохранил за ним владения в Сирии (а возможно, и расширил), поскольку устранение Антиоха соответствовало его интересам.
По-видимому, умер до 51 до н. э. Ему наследовал сын Ямвлих I
Был ли Сампсикерам в числе тех восточных царей, которых провели в триумфе Помпея, а затем отпустили на родину, неизвестно, однако о его сделке с римским командующим был хорошо осведомлен Цицерон. В нескольких письмах Аттику в 59 до н. э. он использовал экзотичное и звучащее забавно для западного слуха имя «Сампсикерам», в насмешку называя так Помпея.